# Milton Hall

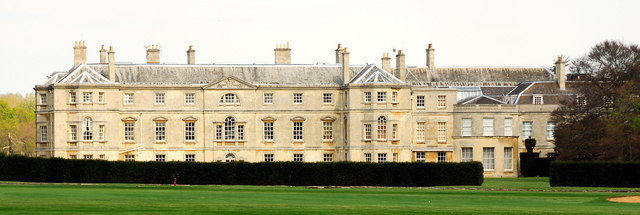
Milton Hall, Cambridgeshire, England

Milton Hall ist ein Herrenhaus bei Peterborough in der englischen Grafschaft Cambridgeshire. Es ist das größte private Herrenhaus in der Grafschaft. Als Teil des Soke of Peterborough war es früher Teil von Northamptonshire. Das Haus geht auf das Jahr 1594 zurück, als es der historische Familiensitz der Familie FitzWilliam war, und liegt inmitten eines ausgedehnten Parks, in dem auch einige originale Eichen eines früheren Rehparks aus der Tudorzeit überlebten.

## Anwesen
Die Gärten und Pleasuregrounds von Milton Park liegen etwa 5 Kilometer vom Stadtzentrum von Peterborough entfernt neben der Fernstraße A47 und erstrecken sich über etwa 14 Hektar südlich des Hauses. Von beiden Seiten des Hauses aus kann man den Park sehen. Haus und Anwesen befinden sich in privater Hand und sind nicht öffentlich zugänglich. Der Peterborough Milton Golf Club betreibt jedoch einen Platz auf dem Anwesen und viele Löcher können mit Blick auf die Milton Hall gespielt werden.

## Geschichte
Im Mittelalter war Milton ein Weiler im Pfarrsprengel Castor, heute ein nahegelegenes Dorf. Die Grundherrschaft von Milton kaufte 1502 William Fitzwilliam, ein reicher Kaufmann aus London. Die ältesten Teile des Herrenhauses ließ in den 1590er-Jahren sein Enkel Sir William Fitzwilliam errichten, der auch begann, den Park anlagen zu lassen. Im folgte 1599 sein Sohn, der vierte William FitzWilliam, nach, der die Arbeiten am Herrenhaus fortführen und möglicherweise auch den Landschaftspark anlegen ließ. Nach seinem Tod 1618 folgte ihm sein Sohn, der spätere erste Baron FitzWilliam, nach, dessen Enkelin Jane Sir Christopher Wren heiratete. Ein Grundriss von 1643 zeigt das Anwesen von einem Graben eingefasst mit Innenhöfen, Fischteichen, Obsthainen und Gärten.
Der dritte Baron FitzWilliam wurde zum Viscount Milton und Earl FitzWilliam erhoben. Er ließ um 1690 die imposanten Stallungen anbauen, wobei er William Talman und John Sturges als Architekten beauftragte. John FitzWilliam, der zweite Earl, folgte ihm 1719 nach, ließ die Stallungen erweitern und setzte die Arbeit seines Vaters fort. Er ließ den Park vergrößern und die Gärten südlich des Herrenhauses umgestalten, sodass sie Einfriedungen erhielten, die heute noch erhalten sind.
Johns Sohn William, der dritte Earl, heiratete Lady Amme Wentworth, die Tochter des ersten Marquess of Rockingham. 1750 engagierte er nach erfolglosen Projekten seines Großvaters und seines Vaters, die die Architekten Talman, Gibbs und Brettingham mit der Modernisierung des Herrenhauses beauftragt hatten, Lord Rockinghams Architekten Henry Flitcroft für den Beginn des Modernisierungsprozesses und eine neue Südfassade wurde hinzugefügt. Nach dem Tod des dritten Earls 1756 wurden die Arbeiten von Sir William Chambers für dessen Sohn William, den vierten Earl, 1773 fertiggestellt. 1782 aber erbte der vierte Earl Wentworth Woodhouse von seinem Onkel, dem zweiten Lord Rockingham, und machte dieses viel größere Haus zu seinem Familiensitz. Milton Hall wurde von der Familie nur noch im Winter für die Jagd genutzt. Um dies zu erleichtern, beauftragte der vierte Earl 1791 Humphry Repton (1752–1818), ihn bei Verbesserungen des Parks zu beraten.
Der vierte Earl starb 1833 im Alter von 85 Jahren und hinterließ seine Besitzungen seinem einzigen Sohn, Lord Milton. Wentworth Woodhouse blieb der Hauptfamiliensitz und der fünfte Earl hinterließ Milton Hall 1857 seinem jüngeren Sohn, George Wentworth FitzWilliam. George lebte bis nach 1912 dort und man denkt, dass er Harold Peto mit der Erstellung von Plänen für einen Garten innerhalb einer der Einfriedungen aus dem 18. Jahrhundert beauftragt hat.

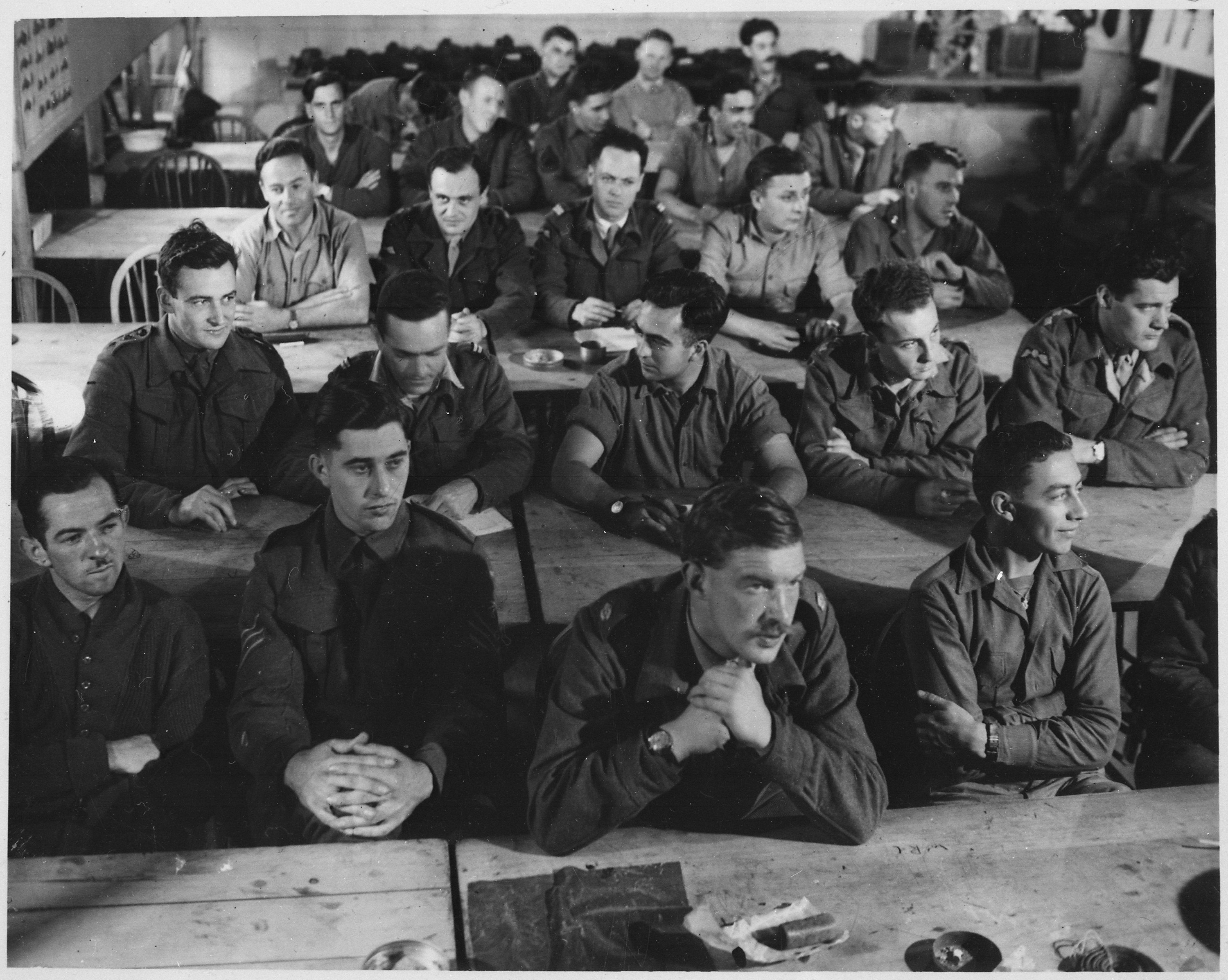
Zuhörerschaft bei Unterweisung im Zweiten Weltkrieg in Milton Hall, ca. 1944

Das Herrenhaus wurde in beiden Weltkriegen vom Militär genutzt. Im Zweiten Weltkrieg wurden Teile des Herrenhauses und der Stallungen von der tschechoslowakischen Armee und später von der Special Operations Executive genutzt, die auf dem Anwesen und in den Wäldern vor ihrem Massenfallschirmabsprung hinter den feindlichen Linien in Frankreich trainierten. Letzteres war eine Maßnahme zur Vorbereitung der alliierten Landung in der Normandie (Operation Jedburgh). Nach dem Krieg kehrten Lord und Lady FitzWilliam nach Milton Hall zurück und machten das Haus zu ihrem Familiensitz. Der Earl starb 1979 und die Gräfin 1995. Sie vererbten das Anwesen Philip Naylor-Leyland, 4. Baronet.
William Thomas George, 10. Earl FitzWilliam, (28. Mai 1904 – 21. September 1979) heiratete im April 1956 in zweiter Ehe Joyce Elizabeth Mary Langdale (1898 – Juni 1995), die älteste Tochter und Erbin von Lieutenant-Colonel Philip Joseph Langdale (1883–1950) von der Houghton Hall (Yorkshire), vormals die Gattin von Henry FitzAllan-Howard, 2. Viscount FitzAlan of Derwent (1883–1962), von dem sie 1955 geschieden wurde. Joyce Langdale hatte zwei Töchter aus erster Ehe. Die jüngere war Elizabeth Anne Marie Gabrielle FitzAllan-Howard (26. Januar 1934 – 20. März 1997), die in erster Ehe 1952 Sir Vivyan Edward Naylor-Leyland, 3. Baronet, (1924 – 2. September 1987) heiratete. Ihr Sohn und Erbe, Sir Philip Vivyan Naylor-Leyland, 4. Baronet, (geb. 9. August 1953) folgte seinem Vater, seiner Großmutter und seiner Mutter 1987 als Besitzer der Anwesen der Familie FitzWilliam nach. Er heiratete 1980 Lady Isabella Lambton. Elizabeth-Annes erste Ehe wurde 1960 aufgelöst und sie heiratete in zweiter Ehe 1975 Sir Stephen Hastings (4. Mai 1921 – Januar 2005).

## Verbindung zu Daphne du Maurier
1917 besuchte Daphne du Maurier im Alter von zehn Jahren erstmals Milton Hall mit ihrer Mutter und ihren zwei Schwestern. Aus der Korrespondenz von du Maurier mit dem 10. Earl geht hervor, dass die Fröhlichkeit und Freiheit, die sie während der Besuche in ihrer Kindheit dort genießen durfte, einen großen Eindruck auf die spätere Schriftstellerin machten, den sie nie vergessen hat. Sie sagte Lord FitzWilliam, dass, als sie 20 Jahre später den Roman Rebecca schrieb, die Innenräume von Manderley auf der Erinnerung an die Räume und dem Eindruck eines großen Hauses von Milton Hall im Ersten Weltkrieg basierten. Sie nannte in einem späteren Brief an den letzten Lord FitzWilliam das Herrenhaus „dear old Milton“.

## Verbindung zu Margaret Thatcher
Im Falklandkrieg, am 30. April 1982, weilten Premierministerin Margaret Thatcher und ihr Gatte Denis nach einem Besuch von Sir Stephen Hastings’ Wahlkreis in Bedfordshire über Nacht in Milton Hall. Am folgenden Morgen erhielt die Premierministerin einen Anruf mit der Information, dass eine RAF Vulcan nach einem Flug von einigen Tausend Kilometern von Ascension Island nach Norden erfolgreich den Flugplatz von Port Stanley bombardiert hatte.